# Кайенский цветной трупиал
Кайенский цветной трупиал (лат. Icterus cayanensis) — вид воробьиных птиц из семейства трупиаловых.

## Таксономия
Ранее считавшийся отдельным видом Icterus chrysocephalus признается теперь подвидом Icterus cayanensis. Конспецифичным Icterus cayanensis считался вид Icterus pyrrhopterus, но с недавних пор они признаются самостоятельными.

## Распространение
Обитают на территории Боливии, Бразилии, Колумбии, Эквадора, Французской Гвианы, Гайаны, Перу и Суринама.

## Описание
Длина тела около 22 см. Оперение полностью чёрное за исключением желтого «эполета» на крыле.

## Биология
Питаются насекомыми, другими членистоногими, фруктами и нектаром. Посещают цветущие деревья из рода Erythrina.

## Охранный статус
МСОП присвоил виду охранный статус LC.